# Емили Дешанел
Емили Ерин Дешанел (енгл. Emily Erin Deschanel; Лос Анђелес, 11. октобар 1976) је америчка глумица, најпознатија по улози форензичког антрополога докторке Темперанс Бренан (енгл. Temperance Brennan) — Боунс (енгл. Bones) у ТВ серији „Боунс“ (енгл. Bones). Ћерка је филмског сниматеља Кејлеба Дешанела и глумице Мери Џо Дешанел и старија је сестра глумице Зои Дешанел (енгл. Zooey Deschanel).

## Филмографија

### Филм
| Година | Назив                  | Улога                  | Белешке      |
| ------ | ---------------------- | ---------------------- | ------------ |
| 1994   | It Could Happen to You | Animal rights activist |              |
| 2000   | It's a Shame About Ray | Maggie                 | Кратак филм  |
| 2003   | Easy                   | Laura Harris           |              |
| 2003   | Cold Mountain          | Mrs. Morgan            |              |
| 2004   | The Alamo              | Rosanna Travis         |              |
| 2004   | Spider-Man 2           | Receptionist           |              |
| 2004   | Old Tricks             | Woman                  | Кратак филм  |
| 2005   | Boogeyman              | Kate Houghton          |              |
| 2005   | Mute                   | Claire                 | Кратак филм  |
| 2005   | That Night             | Annie                  | Кратак филм  |
| 2006   | Glory Road             | Mary Haskins           |              |
| 2007   | The Diagnosis          | Maggie                 | Кратак филм  |
| 2009   | My Sister's Keeper     | Dr. Farquad            |              |
| 2011   | The Perfect Family     | Shannon Cleary         |              |
| 2014   | Unity                  | Narrator               | Документарац |

### Television
| Година  | Назив                             | Улога                   | Белешке                              |
| ------- | --------------------------------- | ----------------------- | ------------------------------------ |
| 2001    | The Heart Department              | Maude Allyn             | Телевизијски филм                    |
| 2002    | Rose Red                          | Pam Asbury              | 3 епизоде                            |
| 2002    | Law & Order: Special Victims Unit | Cassie Germaine         | Епизода: "Surveillance"              |
| 2002    | Providence                        | Annie Franks            | 2 episodes                           |
| 2003    | The Dan Show                      | Sam                     | Телевизијски филм                    |
| 2004    | Crossing Jordan                   | Michelle                | Епизода: "All the News Fit to Print" |
| 2005–17 | Bones                             | Temperance Brennan      | 246 епизода                          |
| 2009    | Tit for Tat                       | Emily                   | Епизода: “The Booby Scare”           |
| 2010    | The Cleveland Show                | Julia Roberts (voice)   | Епизода: "Cleveland Live!"           |
| 2011    | The Cleveland Show                | Herself (voice)         | Епизода: "Hot Cocoa Bang Bang"       |
| 2012    | American Dad!                     | Herself (voice)         | Епизода: "Less Money, Mo' Problems"  |
| 2014    | Drunk History                     | Babe Didrikson Zaharias | Епизода: "Sports Heroes"             |
| 2015    | Sleepy Hollow                     | Temperance Brennan      | Епизода: "Dead Men Tell No Tales"    |
| 2016    | BoJack Horseman                   | Temperance Brennan      | Епизода: "Love And/Or Marriage"      |